# 에른스트 비헤르트

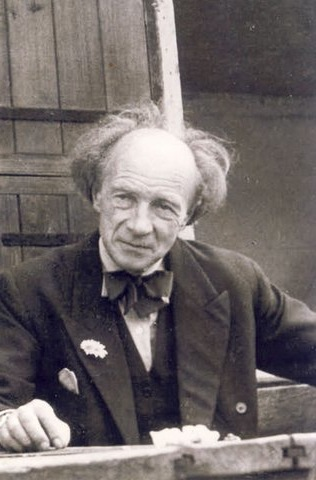
1949년 모습

에른스트 비헤르트 (Ernst Wiechert, 1887년 ~ 1950년)는 독일의 소설가이다. 동프로이센 출신으로, 나치스에 반대하다가 부헨발트 강제 수용소에 들어갔다. 《죽은 자의 숲》은 그의 체험을 소설화한 것이다. 동프로이센의 삼림을 열광적으로 좋아하여, 주로 자연을 배경으로 명상적인 작품을 썼다. 주요 작품으로 《도주》, 《단순한 생활》, 《숲과 인간》 등이 있다.